# Ipota
Ipota je naseljeno mjesto u općini Jajce, Federacija Bosne i Hercegovine, BiH.
Nalazi se na Vrbasu, oko 15 kilometara južno i uzvodno od Jajca.

## Stanovništvo

### 1991.
Nacionalni sastav stanovništva 1991. godine, bio je sljedeći:
ukupno: 372
- Srbi - 206
- Muslimani - 161
- Jugoslaveni - 4
- ostali, neopredijeljeni i nepoznato - 1

### 2013.
Nacionalni sastav stanovništva 2013. godine, bio je sljedeći:
ukupno: 310
- Bošnjaci -  278
- Srbi - 1
- ostali, neopredijeljeni i nepoznato - 31

## Vanjske poveznice
- Satelitska snimka  Arhivirana inačica izvorne stranice od 19. veljače 2021. (Wayback Machine)